# Пушечный двор (Казань)
Пушечный (Артиллерийский, Арсенальный) двор — комплекс исторических зданий в Казани, на территории Казанского кремля, построенный в XVII—XIX веках. Состоит из четырёх корпусов. Объект культурного наследия федерального значения.

## История
Пушечный двор возник во второй половине XVII века на территории, где во времена Казанского ханства размещалась ханская гвардия. Представлял собой предприятие для ремонта и производства оружия. Первоначально представлял собой единственный П-образный корпус, позднее — каре из нескольких зданий, окружавших литейный двор и размещённых между главной улицей кремля и его стеной, в промежутке между Пятигранной и Северо-Западной башнями. В конце XVIII века территория двора была расширена за счёт ликвидированного Троице-Сергиевского монастыря. Пушечный двор перестал функционировать после пожара в кремле, случившегося в 1815 году. В дальнейшем здания были переданы Юнкерскому училищу.

## Комплекс
Комплекс включает четыре корпуса — восточный (главный), южный (наиболее старый), северный и западный.
Восточный корпус, выходящий на главную кремлёвскую улицу (ныне проезд Шейнкмана), построен в первой половине XVIII века, перестроен в 1836 году и в первой половине XX века, в 1997—2004 годах отреставрирован. Первоначально был предназначен для размещения оружейного завода и арсенала. Впоследствии в нём находились квартиры офицерского состава Юнкерского училища, в первой половине XX века оборудована солдатская столовая. Здание состоит из трёх двухэтажных объёмов с соединяющими их одноэтажными частями. Внешнее оформление в стиле барокко. Цоколь здания рустован, в межоконных промежутках — лопатки, а на двухэтажных объёмах — пилястры. Центральный объём венчает восьмигранный шпиль с куполом в форме вазона (добавлен при реставрации). Шпиль увенчан флюгером с надписью «Пушечный двор» и изображением Зиланта.
Северный корпус, построенный в XVII веке, перестраивался в XVIII веке и в начале XX века, отреставрирован с элементами воссоздания в 1997—1999 гг. (восстановлен облик конца XVIII — начала XX века) Первоначальная функция корпуса — цеха оружейного завода, в XIX веке оборудован под квартиры офицерского состава. В 1990-х гг. корпус был временной резиденцией президента Татарстана, ныне — представительское здание аппарата президента Татарстана. Корпус двухэтажный на цокольном этаже, с симметричным классическим фасадом, примыкает к северному ризалиту восточного корпуса через небольшой объём шириной в два окна, к которому на уровне цоколя примыкает терраса с балюстрадой, на её уровень ведут лестницы с двух сторон.
Южный корпус построен в первой половине XVII века. При реставрации в 1998—2005 гг. восстановлен облик по состоянию на XVII век, в здании разместился музей истории Казанского кремля.